# Sonate K. 549
La sonate K. 549 (F.500/L.S.1) en ut majeur est une œuvre pour clavier du compositeur italien Domenico Scarlatti.

## Présentation
La sonate K. 549, en ut majeur, notée Allegro, forme une paire avec la sonate précédente, aux allures de toccata. Scarlatti impose des trilles qui nécessitent une indépendance des doigts, comme les trilles dans les accords de la K. 541, qui soutiennent des progressions ascendantes de valeurs longues, avec appoggiatures. Giorgio Pestelli la traite de renaissance de la toccata.

## Manuscrits
Le manuscrit principal est Parme XV 36 (Ms. A. G. 31420) copié en 1757 ; les autres sont Münster I 84 (Sant Hs 3964) et Vienne D 34 (VII 28011 D).

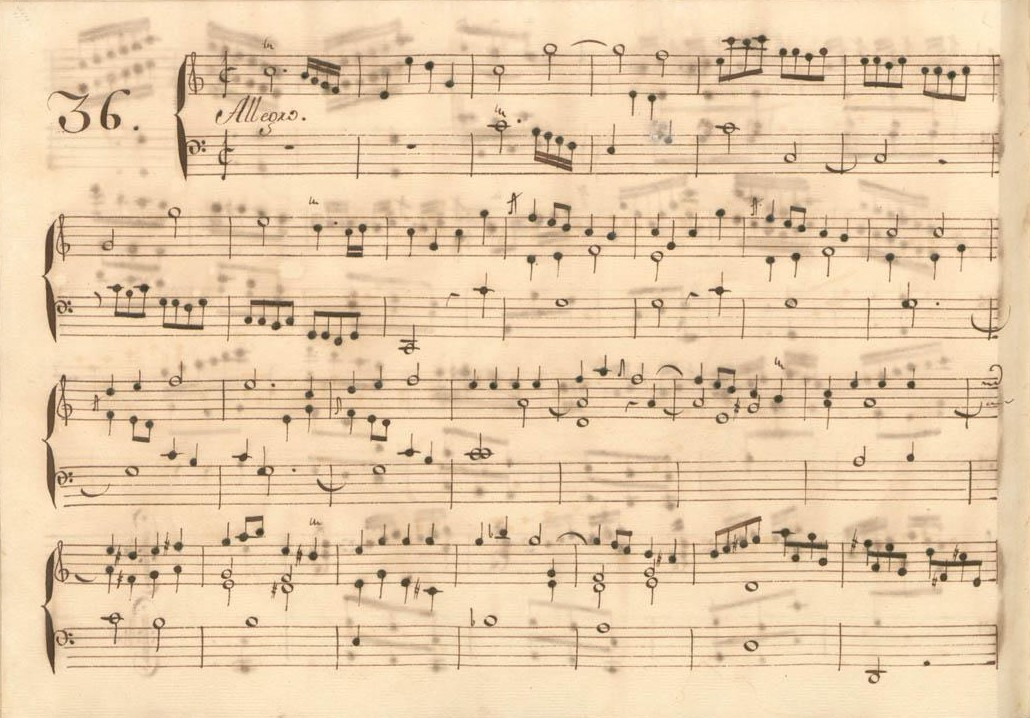
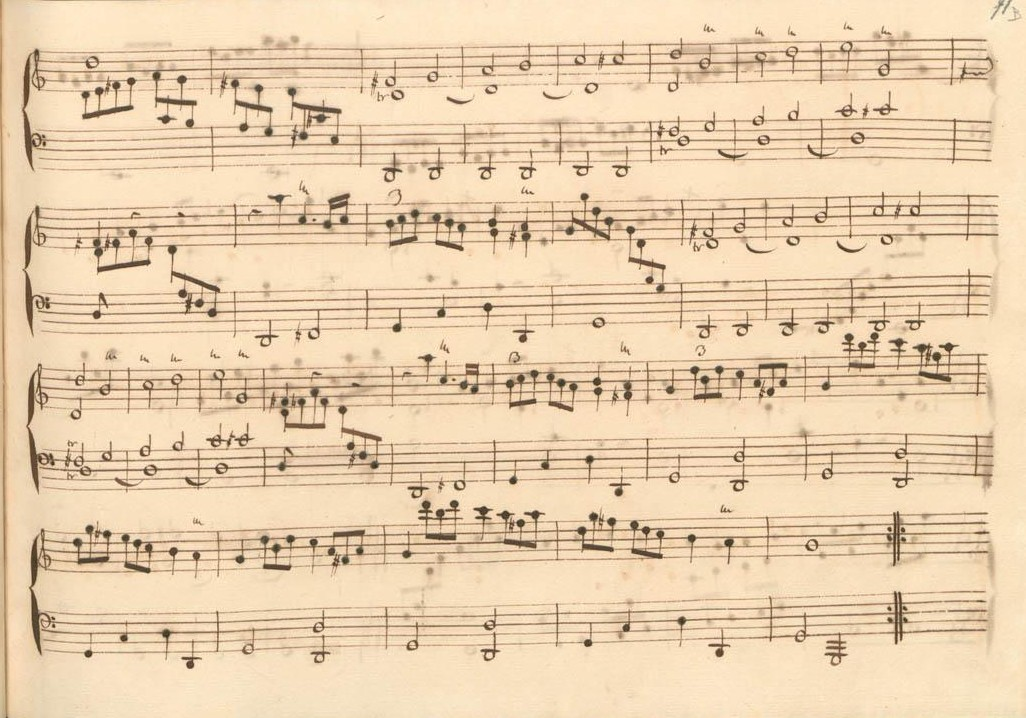
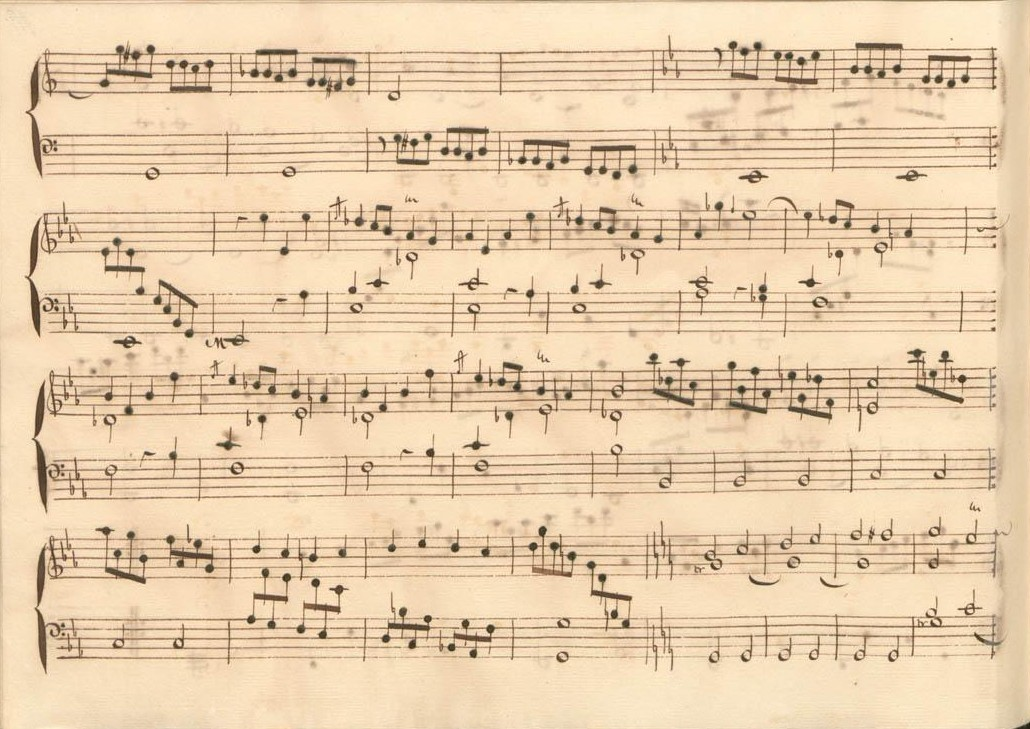
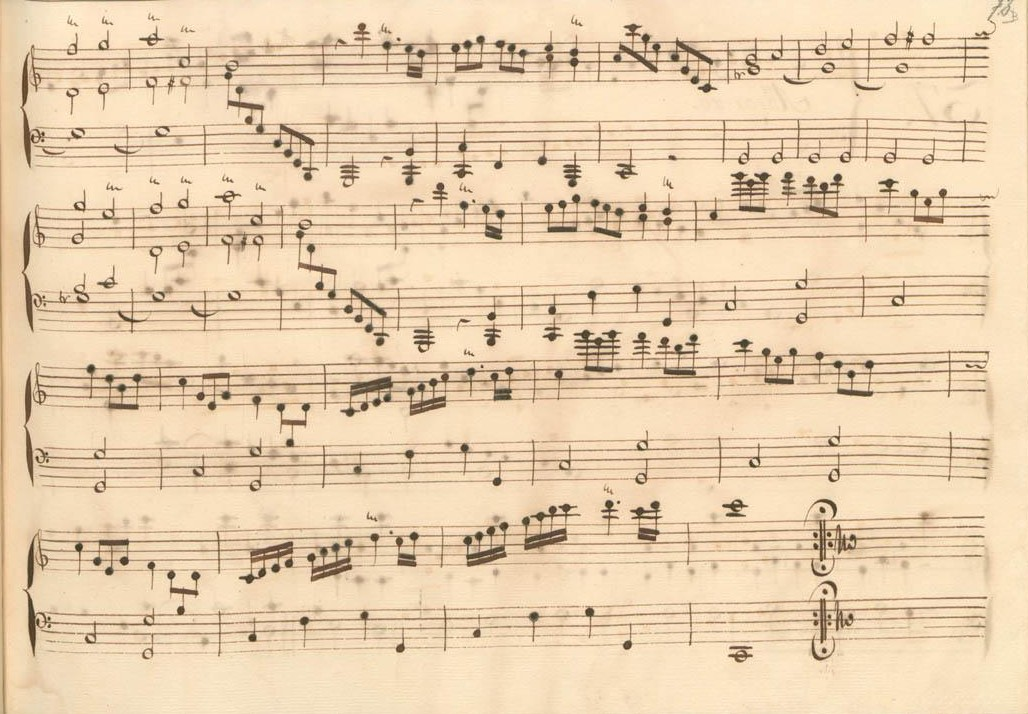

## Interprètes
La sonate K. 549 est défendue au piano, notamment par Sergio Monteiro (2019, Naxos, vol. 23) ; au clavecin par Scott Ross (1985, Erato), Richard Lester (2005, Nimbus, vol. 7) et Pieter-Jan Belder (Brilliant Classics, vol. 12).

## Sources
: document utilisé comme source pour la rédaction de cet article.
- Ralph Kirkpatrick (trad. de l'anglais par Dennis Collins), Domenico Scarlatti, Paris, Lattès, coll. « Musique et Musiciens », 1982 (1re éd. 1953 (en)), 493 p. (ISBN 978-2-7096-0118-4, OCLC 954954205, BNF 34689181).
- Alain de Chambure, « Domenico Scarlatti, Intégrale des sonates — Scott Ross », Erato/Éditions Costallat (2564-62092-2 (livret : 2292-45309-2)), 1985 (OCLC 891183737) .